# Sphagnum splendens
Sphagnum splendens är en bladmossart som beskrevs av Maass 1967. Sphagnum splendens ingår i släktet vitmossor, och familjen Sphagnaceae. Inga underarter finns listade i Catalogue of Life.